# Angleška gotska arhitektura
Angleška gotska arhitektura je arhitekturni slog, ki je cvetel v Angliji od okoli 1170 do okoli 1530.
Kot pri gotski arhitekturi v drugih delih Evrope ima angleška gotska arhitektura koničaste loke, obokane stope, opornike, velika okna in stolpe. Gotski slog je bil uvožen iz Francije, saj je načrte za gradnjo najstarejše gotske Canterburyjske stolnice prinesel francoski arhitekt Viljem iz Sensa. Vendar se je slog preoblikoval skladno z domačo romansko (ali kot pravijo Angleži normansko) tradicijo. Tako je nastala tipična angleška gotika, za katero je osnovna značilnost razpotegnjenost v smeri vzhod–zahod. Ladje so dolge in nižje, praviloma imajo dva transepta in raven kor oziroma dva kora. Močno je poudarjen križni kvadrat, nad njim pa se običajno dviga visok stolp. Zaradi nizkih ladij in masivnih zidov rebra nimajo take nosilne vloge kot v Franciji, zato že kmalu izgubijo konstruktivno vlogo in postanejo okras. Namesto križnorebrastega oboka so obočne sheme bolj dekorativne (na koncu razvoja pahljačaste).
Gotska arhitektura je v Angliji uspevala še sto let, ko se je v začetku 15. stoletja v Firencah že začela pojavljati renesančna arhitektura. Gotski slog je v 16. in 17. stoletju zamenjala renesansa, a v poznem 18. stoletju je slog oživel kot neogotika, ki je bila zelo priljubljena v 19. stoletju, ko Angleži gotiko razumejo tudi kot svoj slog.
Mnoga največja in najboljša dela angleške arhitekture, predvsem srednjeveške angleške stolnice, so v glavnem zgrajene v gotskem slogu. Tudi gradovi, palače, velike hiše, univerze in veliko manjših nezahtevnih posvetnih stavb in cehovskih dvoran je zgrajenih v gotskem slogu. Druga pomembna skupina gotskih stavb v Angliji so župnijske cerkve, ki so tako kot srednjeveške stolnice pogosto zgrajene na starejših normanskih temeljih.

## Pojmi
Oznaka slogov v angleški gotski arhitekturi sledi uradnim oznakam, ki jih je uvedel zgodovinar Thomas Rickman, ki je skoval izraze v svojem delu Poskus razločevanja arhitekturnega sloga v Angliji (1812–15) (angleško Attempt to Discriminate the Style of Architecture in England (1812–15)). Zgodovinarji se včasih sklicujejo na sloge kot na 'obdobje', npr. 'obdobje perpendicular', skoraj enako kot na zgodovinsko obdobje, ki se sklicuje na 'tudorsko obdobje'. Različni slogi so bili v svoji najboljši obliki razviti v stolnicah, opatijskih cerkvah in kolegijskih stavbah. To je posebnost vseh angleških stolnic, razen stolnice v Salisburyju, ki kaže veliko slogovno raznovrstnost, saj je gradnja trajala več kot 400 let.
V slogovnem razvoju angleške gotike, ki je cvetela še v 16. stoletju in se skoraj brez premora prelila v neogotiko, ločimo tri obdobja:
- zgodnja gotika ali Early English (okoli 1170–1250)
- visoka gotika ali Decorated slog (okoli 1250–1350)
- pozna gotika ali Perpendicular slog (okoli 1350–1530)

## Zgodnjegotska arhitektura
Zgodnja angleška gotika – Early English – je po mnenju večine sodobnih znanstvenikov trajala od konca 12. stoletja do sredine 13. stoletja, po Thomasu Rickmanu je obdobje trajalo od 1189 do 1307; Rickman utemeljuje svojo opredelitev na trajanju vladavine nekaterih angleških monarhov.
Čeprav znana kot Early English, ta novi gotski slog izvira iz okolice Pariza, preden se je razširil v Anglijo, kjer je bil najprej znan kot francoski slog. Prvič je bil uporabljen v koru v opatijski cerkvi svetega Dionizij, posvečeni junija leta 1144. Še pred tem so bile nekateri elementi vključeni v stolnici v Durhamu, ki prikazuje kombinacijo romanike in protogotskega sloga.
Do 1175 se je slog trdno zasidral v Angliji ob zaključku kora v Canterburyjski stolnici, ki jo je gradil Viljem iz Sensa.

### Značilnosti
Francoska značilnost v najstarejših angleških gotskih stavbah je šestdelna obočna shema, že zelo zgodaj pa se je pojavila bistveno bolj dekorativna obočna shema. Angleška zgodnja gotika ostaja tudi pri romanski tridelni členitvi z arkadami, galerijo in svetlobnim nadstropjem. Po francoskem zgledu so bili grajeni prvi kori s kornim obhodom in žarkastimi kapelami, ki pa so jih že kmalu izrinili angleški ravni kori, pogosto brez ali z nizkim ambulatorijem ter ravnim zaključkom na vzhodnem delu.
Najpomembnejši in najznačilnejši razvoj zgodnje angleške gotike je koničasti lok, znan kot suličasti lok. Koničasti loki so bili uporabljeni skoraj povsod, ne samo v obokih širokih razponov, kot so ladijske arkade, ampak tudi pri vratih in oknih.
Romanski gradbeniki so običajno uporabljali krožne loke. V primerjavi z zaobljenim romanskim slogom je bil koničasti lok zgodnje angleške gotike videti bolj rafinirano; še pomembnejše je, da je učinkovitejši pri razdeljevanju teže kamna nad njim, tako da je mogoče premagati večje razpone in širše vrzeli s pomočjo ožjih stebrov. Omogoča tudi veliko večje razlike v razmerjih, ker je moč krožnega loka odvisna od polkrožne oblike.
Z uporabo koničastih obokov so lahko arhitekti oblikovali manj masivne stene in zagotovili večje okenske odprtine, združene tesneje skupaj, tako so lahko dosegli bolj odprt, zračen in prijeten prostor. Visoke stene in obokane kamnite strehe so pogosto podprte s plavajočimi oporniki: poloboki, ki prenašajo pritisk na zunanjo stran na podpore ali opornike, so pogosto vidni na zunanjosti zgradbe. Sodčkaste in dimeljske oboke, značilne za romanske zgradbe, so nadomestili rebrasti oboki, zaradi česar je mogoče doseči drugačno razmerje med višino, širino in dolžino.
Obokana okna so ozka v primerjavi z njihovo višino in so brez krogovičja. Iz tega razloga je zgodnja angleška gotika včasih znana kot suličasti slog. Čeprav so najpogosteje uporabljeni loki v enakostraničnem trikotniku, so suličasti oboki zelo pogosti in so zelo značilni za slog. Odprtine oken in dekorativne arkade so pogosto združene v parih ali trojkah. Ta značilnost se kaže v stolnici v Salisburyju, kjer so skupine dveh oken linija ladje in skupina iz treh oken v svetlobnem nadstropju. V stolnici v Yorku je v severnem transeptu skupek petih suličastih oken, znanih kot pet sester; vsako je 50 metrov visoko in še vedno ohranja staro steklo.
Namesto velikih, masivnih stebrov so ti pogosto sestavljeni iz grozdov vitkih, posameznih stebrov (pogosto iz temnega, poliranega purbeškega marmorja), ki obdaja osrednji steber ali slop, na katerega sta vezana s krožno gredjo oblikovana obroča.
Angleške zgodnje gotske stolnice ne poznajo ločnih opornikov na zunanji strani. Imajo pa po zgledu francoskih razmeroma tanke stene z visokimi arkadami in močno prevotlenostjo v nadstropjih. Pred koncem 12. stoletja pa so se vrnili k tradiciji normanske umetnosti, k bolj masivni gradnji, z debelejšimi stenami, z manj odprtinami. Triforij se ni uveljavil, ohranjena je tradicionalna galerija nad arkadami glavne ladje, arkade v galeriji in okna v svetlobnem nadstropju pa ne poznajo krogovičja.

### Drugi pomembni primeri
Zgodnje-angleška arhitektura je značilna za mnoge cistercijanske opatije (v Združenem kraljestvu in Franciji): opatiji Whitby in Rievaulx v Yorkshiru. Stolnica v Salisburyju je krasen primer sloga, ker je tisto, kar je bilo zgrajeno v sorazmerno kratkem času (glavni del med 1220 do 1258), sorazmerno nemešano z drugimi slogi (razen fasada in stolp, ki datirata v 14. stoletje). Drugi primeri so veranda v stolnici v Elyju; ladja in transept Wellske stolnice (1225–1240); zahodna fasada Peterboroughške stolnice; stolnica v Beverleyju in južni transept v stolnici v Yorku. Slog je bil zato uporabljen na akademskih zgradbah, na primer na stari knjižnici Mertonov kolidž (Merton College) v Oxfordu s četverokotnim notranjim dvoriščem (Mob Quad).

## Visoka gotika
Visoka gotika (Decorated slog) v Angliji ni enotna, je pa domišljijsko bogata in dekorativna. Tloris in stavbna lupina se nista bistveno spremenili, spremenile so se obočne sheme v smislu dekorativnosti, uvedeno je bilo bogato krogovičje. Obok je postal samostojna struktura, ki dopolnjuje nosilni del stavbe kot dekorativni baldahin. Krogovičje, ki je postalo zelo priljubljeno, zapolnjuje arkadne loke galerij, pogosto pa kar cela okna, včasih tudi stene. Uporabljali so dve vrsti krogovičja: po francoskem zgledu geometrični žarkasti slog (Angelski kor v Lincolnski stolnici) in avtohtoni domišljijski tip krivuljastega krogovičja  (slog curvilinear) (korno okno stolnice v Yorku). 

### Elementi sloga
Okna so imela najprej geometrično okrasje, kasnejša s krogovičjem pa so razdeljena s tesno razmaknjenimi vzporednimi okenskimi križi (navpične palice iz kamna), običajno do nivoja, na katerem se začne obokan vrh okna. Zgornji del okna je nato izdelan s krogovičjem, kjer prevladujejo trije listi (trefoils) in kasneje štirje listi (quatrefoils). To razposajeno krogovičje je bilo uvedeno v prvi četrtini 14. stoletja in je trajalo približno 50 let. Ta evolucija okraševanja s krogovičjem se pogosto uporablja za razdelitev obdobja na začetno geometrijsko in nato ukrivljeno obdobje.
Notranjosti tega obdobja imajo pogosto visoke stebre, vitkejše in elegantnejše kot v prejšnjih obdobjih. Obokanje je bolj dodelano, uporabljenih je bistveno več reber, sprva zaradi strukturnih, potem pa estetskih razlogov. Loki so na splošno enakostranični, vrtinčaste rozete drznejše kot v zgodnjem angleškem slogu, z manj globine v kotanjah in s filejem (ozek raven pas). Kroglasti cvet in štirilistni cvetlični motivi prevzamejo prostor prejšnjih pasjezobih. Listje v kapitelih je manj konvencionalno in bolj valujoče, vzorci na stenah so raznovrstnejši.

### Pomembni primeri
Veliko visokogotskega sloga je mogoče najti v številnih cerkvah in stolnicah v Združenem kraljestvu. Glavne so na vzhodnem delu stolnice v Lincolnu ter Carlisleju in zahodnih fasadah v Yorku ter stolnice v Lichfieldu. Velik del stolnice v Exetru je zgrajen v tem slogu, glavno križišče stolnice v Elyju (vključno slavna osmerokotna lanterna, zgrajena med 1322 in 1328 kot zamenjava padlega osrednjega stolpa), tri zahodne obočne pole kora in Marijine kapele. Na Škotskem je samostan Melrose omembe vreden, čeprav je veliko od tega zdaj v ruševinah.

## Pozna gotika
Poznogotsko obdobje (perpendicular slog ali paličasti slog) je tretja zgodovinska delitev angleške gotske arhitekture in se tako imenuje, ker je zanjo značilen poudarek navpičnih linij. Drugo ime, rectilinear – premočrten, je predlagal Edmund Sharpe, a ni nikoli dobil široke podpore.
Poznogotski slog se je začel pojavljati okoli leta 1350. Harvey (1978) postavlja kot najstarejši primer popolnoma oblikovanega sloga v kapiteljski dvorani Stare stolnice svetega Pavla, ki jo je zgradil William Ramsey leta 1332. Razvil se je iz visokogotskega sloga poznega 13. stoletja in na začetku 14. stoletja in je trajal do sredine 16. stoletja. Začel se je s kraljevima arhitektoma Williamom Ramseyjem in Johnom Sponleejem ter se v celoti razvil z deli plodovitih arhitektov Henryja Yeveleja in Williama Wynforda.
V poznejših primerih visoke gotike je opustitev krogov v krogovičju oken pripeljala do uporabe krivulj dvojne ukrivljenosti, ki so se razvile v razposajenem krogovičju: uvedba navpičnih črt je bil odziv v nasprotno smer. Slog je zrasel v senci črne smrti, zaradi katere je v 18 mesecih med junijem 1348 in decembrom 1349 umrla okoli tretjina prebivalstva Anglije ter v letih 1361 do 1362 umorila še eno petino. To je zelo vplivalo na umetnost in kulturo, ki sta se nedvomno obrnili v morbidno in pesimistično smer. Ljudstvo zaradi velikega šoka in žalosti, smrti in obupa ni več moglo prenašati prejšnje razposajenosti ali slavja visoke gotike. Nov slog je pomagalo oblikovati pomanjkanje delovne sile, ki ga je povzročila kuga, zato so arhitekti zasnovali manj dovršene oblike arhitekture.

### Vloga
Dematerializacija poznogotske angleške arhitekture doseže vrhunec v kraljevih kapelah. Dekorativni vzorci so sestavljeni iz paličasto klesanih elementov, na stenah in v krogovičju prevladuje mrežast motiv elegantnih pravokotnikov. Na svodih se oblikujejo geometrijski ornamenti, ki se kasneje razvijejo v pahljačaste oblike. Kot nekakšen opaž klesana paličasta dekoracija obvladuje skoraj vse površine cerkve v notranjosti, napolnjuje okna in se v obliki dekorativnih reber širi na oboke. Rebra so v pozni angleški gotiki skoraj povsem izgubila nosilno vlogo.
Spremenili sta se tudi struktura stene in zasnova prostora. Stena skoraj izgine, velika šilasta okna s krogovičjem so vpeta med nosilne slope in zunanje opornike. Okna segajo od nizkega zidca vse do oboka. Obok je plitkejši in ga imenujemo tudorski lok. V poznem obdobju je priljubljen tudi pri oblikovanju oken, arkad in portalov. Zaradi tudorskega loka in plitvih obokov notranjost ne kaže zaleta v višino, prostor postaja preprostejši, enovit in preglednejši. V cerkvi izgine triforij, njegov prostor napolnijo obloge, večji je poudarek na oknih svetlobnega nadstropja, ki so pogosto najboljša vloga v cerkvah v tem obdobju.
Nekatere najlepše značilnosti tega obdobja so čudovita lesena ostrešja, kot je v Westminstrski dvorani (1395), Kristusovi cerkvi v Oxfordu in Crosby Hallu. Na območjih južne Anglije, kjer so uporabljali kremen, so izdelovali posebno ploskovito dekoracijo iz kombinacije kremena in klesanca, predvsem v tako imenovanih wool churches, cerkvah, ki so jih financirali bogati trgovci z volno v vzhodni Angliji.

### Pomembni primeri
Med prvimi primeri pozne gotike iz leta 1360 je Gloucestrska stolnica; kamnoseki so že uporabili še posebej fine oboke v križnih hodnikih.
Med drugimi stavbami so pomembne še:
- ladja, zahodni transept in stolp nad križanjem v Canterburyjski stolnici (1378–1411),
- stolp, proti koncu 15. stoletja; New College, Oxford (1380–1386, Henry Yevele),
- kapela Beauchamp, Warwick (1381–1391),
- kor in stolp v Yorku (1389–1407),
- prenova glavne in stranskih ladij v Winchestrski stolnici (1399–1419),
- transept in stolp Mertonskega kolidža v Oxfordu (1424–1450),
- stolnica v Manchestru (1422),
- Divinity School, Oxford (1427–1483),
- Kapela kraljevega kolidža v Cambridgeu (1446–1515),
- Eton College Chapel, Eton (1448–1482),
- osrednji stolp stolnice v Gloucestru (1454–1457),
- osrednji stolp Magdaleninega kolidža v Oxfordu (1475–1480),
- kor v opatiji Sherborne (1475–okoli 1580),
- kolegijska cerkev Svete Trojice, Tattershall, Lincolnshire (okoli 1490–1500).

Pomembnejši kasnejši primeri so opatija v Bathu (okoli 1501–okoli 1537, čeprav močno obnovljena leta 1860), Marijina kapela Henrika VII. v Westminstrski opatiji (1503–1519), stolpi v cerkvi St. Giles v Wrexhamu in St. Mary Magdalena v Tauntonu (1503 do 1508).
Poznogotski slog je bil manj pogosto uporabljen v neogotskem slogu. Glavni primeri so obnovljena Westminstrska palača (parlament), Wills Memorial Building Univerze v Bristolu (1915–1925) in stolnica svetega Andreja v Sydneyju.